# Eccellenza Liguria 2021-2022
Il campionato italiano di calcio di Eccellenza regionale 2021-2022 è  stato il trentunesimo organizzato in Italia. Rappresenta il quinto livello del calcio italiano.

## Stagione
Anche quest'anno l'Eccellenza Liguria è composta da due gironi, entrambi organizzati dal Comitato Regionale della regione Liguria ed entrambi di 11 squadre. Causa pandemia COVID-19, il campionato scorso è stato interrotto salvo poi riprendere ad aprile con una nuova formula: con la promozione del Ligorna e il ripescaggio del retrocesso Vado in Serie D 2021-2022, sono state ripescate l'Arenzano e il Ventimiglia dalla Promozione Liguria.

### Formula
Le prime cinque classificate dei due gironi si incontrano in un girone play-off da dieci squadre con partite di sola andata che determinerà la promossa in Serie D e la seconda classificata che parteciperà agli spareggi nazionali. L'ultima classificata dei due gironi retrocede direttamente, mentre le classificate dal sesto al decimo posto si affronteranno in un girone play-out sempre da dieci squadre sempre con partite di sola andata che determinerà le ulteriori retrocessioni

## Girone A

### Squadre partecipanti
| Club                          | Città                 | Stadio                           | Stagione precedente                   |
| ----------------------------- | --------------------- | -------------------------------- | ------------------------------------- |
| A.S.D. Alassio F.C.           | Alassio (SV)          | Stadio Sandro Ferrando           |                                       |
| A.S.D. Albenga 1928           | Albenga (SV)          | Stadio Annibale Riva             | 4º posto in Eccellenza/Ripresa Gir. A |
| A.S.D. Arenzano Football Club | Arenzano (GE)         | Stadio comunale Nazario Gambino  | Promozione/F Liguria (ripescato)      |
| A.S.D. Cairese                | Cairo Montenotte (SV) | Stadio Cesare Brin               | 3º posto in Eccellenza/Ripresa Gir. A |
| F.B.C. Finale                 | Finale Ligure (SV)    | Stadio Felice Borel              | 1º posto in Eccellenza/Ripresa Gir. A |
| A.S.D. Football Genova Calcio | Genova (Cornigliano)  | Stadio Italo Ferrando            | 2º posto in Eccellenza/Ripresa Gir. A |
| A.S.D. Ospedaletti Calcio     | Ospedaletti (IM)      | Stadio Ciccio Ozenda             |                                       |
| A.S.D. Pietra Ligure 1956     | Pietra Ligure (SV)    | Stadio Giacomo De Vincenzi       | 6º posto in Eccellenza/Ripresa Gir. A |
| A.S.D. Taggia                 | Taggia (IM)           | Stadio Marzocchini               |                                       |
| S.S.D. Varazze 1912 Don Bosco | Varazze (SV)          | Stadio Olmo Ferro (Celle Ligure) | 7º posto in Eccellenza/Ripresa Gir. A |
| A.S.D. Ventimiglia Calcio     | Ventimiglia (IM)      | Stadio Simone Morel              | Promozione/F Liguria (ripescato)      |

### Classifica finale
|  | Pos. | Squadra           | Pt      | G  | V  | N | P  | GF | GS | DR  |
|  | ---- | ----------------- | ------- | -- | -- | - | -- | -- | -- | --- |
|  | 1.   | Cairese           | 35      | 18 | 11 | 2 | 5  | 37 | 23 | +14 |
|  | 2.   | Albenga           | 33      | 18 | 10 | 3 | 5  | 26 | 19 | +7  |
|  | 3.   | Genova Calcio     | 33      | 18 | 10 | 3 | 5  | 30 | 23 | +7  |
|  | 4.   | Finale            | 30      | 18 | 9  | 3 | 6  | 34 | 20 | +12 |
|  | 5.   | Taggia            | 29      | 18 | 9  | 2 | 7  | 25 | 26 | -1  |
|  | 6.   | Pietra Ligure     | 25      | 18 | 7  | 4 | 7  | 35 | 32 | +3  |
|  | 7.   | Ventimiglia       | 23      | 18 | 7  | 2 | 9  | 22 | 27 | -5  |
|  | 8.   | Ospedaletti       | 20      | 18 | 6  | 2 | 10 | 24 | 41 | -17 |
|  | 9.   | Arenzano          | 14      | 18 | 3  | 5 | 10 | 29 | 32 | -3  |
|  | 10.  | Varazze Don Bosco | 13      | 18 | 3  | 4 | 11 | 13 | 32 | -19 |
|  | 11.  | Alassio           | Escluso | -  | -  | - | -  | -  | -  | -   |

Legenda:
      Ammesso al girone play-off.
      Ammesso al girone play-out.
      Escluso dal campionato.
Regolamento:
Tre punti a vittoria, uno a pareggio, zero a sconfitta.
In caso di arrivo di due o più squadre a pari punti, la graduatoria verrà stilata secondo la classifica avulsa tra le squadre interessate che prevede, in ordine, i seguenti criteri:
- Punti negli scontri diretti
- Differenza reti negli scontri diretti
- Differenza reti generale
- Reti realizzate in generale
- Sorteggio

Note:
L'Alassio è stato escluso dal campionato dopo due rinunce, tutte le partite disputate sono state annullate.

### Tabellone
|               | ALB  | ARE  | CAI  | FIN  | GEN  | OSP  | PIE  | TAG  | VAR  | VEN  |
| ------------- | ---- | ---- | ---- | ---- | ---- | ---- | ---- | ---- | ---- | ---- |
| Albenga 1928  | –––– | 2-2  | 2-0  | 1-0  | 1-0  | 2-0  | 1-2  | 1-2  | 1-0  | 3-1  |
| Arenzano      | 1-3  | –––– | 1-2  | 1-4  | 1-2  | 5-0  | 0-0  | 4-1  | 3-0  | 1-1  |
| Cairese       | 1-2  | 1-1  | –––– | 4-0  | 4-1  | 4-1  | 2-1  | 1-3  | 3-0  | 2-1  |
| Finale        | 3-1  | 4-2  | 3-0  | –––– | 1-1  | 0-1  | 2-0  | 0-1  | 4-0  | 1-0  |
| Genova Calcio | 0-0  | 2-1  | 2-3  | 2-1  | –––– | 3-1  | 1-0  | 1-1  | 1-0  | 4-0  |
| Ospedaletti   | 3-2  | 2-1  | 0-3  | 1-3  | 4-3  | –––– | 3-3  | 2-1  | 1-0  | 1-2  |
| Pietra Ligure | 1-2  | 3-2  | 2-3  | 3-2  | 0-1  | 0-1  | –––– | 6-3  | 2-2  | 2-3  |
| Taggia        | 0-1  | 2-1  | 0-2  | 2-2  | 1-0  | 2-1  | 2-3  | –––– | 1-0  | 2-0  |
| Varazze 1912  | 1-1  | 1-1  | 1-1  | 0-4  | 1-3  | 4-1  | 0-3  | 1-0  | –––– | 1-0  |
| Ventimiglia   | 2-0  | 2-1  | 2-0  | 0-0  | 2-3  | 2-1  | 2-3  | 0-1  | 2-1  | –––– |

## Girone B

### Squadre partecipanti
| Club                              | Città                              | Stadio                       | Stagione precedente                   |
| --------------------------------- | ---------------------------------- | ---------------------------- | ------------------------------------- |
| U.S.D. Angelo Baiardo             | Genova (Molassana)                 | Stadio Guerino Strinati      | 5º posto in Eccellenza/Ripresa Gir. B |
| A.S.D. Athletic Club Albaro       | Genova (Albaro)                    | Stadio Tre Campanili         | 7º posto in Eccellenza/Ripresa Gir. B |
| A.S.D. Busalla Calcio             | Busalla (GE)                       | Stadio Comunale              |                                       |
| A.S.D. Cadimare Calcio            | La Spezia (Cadimare)               | Stadio Dennis Pieron         |                                       |
| U.S.D. Campomorone Sant'Olcese    | Campomorone (GE)                   | Stadio Begato 9              | 5º posto in Eccellenza/Ripresa Gir. A |
| U.S.D. Canaletto Sepor            | La Spezia (Canaletto)              | Stadio Astorre Tanca         |                                       |
| A.D. F.S. Sestrese Calcio 1919    | Genova (Sestri Ponente)            | Stadio Giuseppe Piccardo     | 4º posto in Eccellenza/Ripresa Gir. B |
| U.S. Fezzanese Calcio             | Portovenere (Fezzano) (SP)         | Stadio Miro Luperi (Sarzana) | 3º posto in Eccellenza/Ripresa Gir. B |
| S.C. Molassana Boero 1918 A.S.D.  | Genova (Molassana)                 | Stadio Federico Mario Boero  |                                       |
| S.S.D. Rapallo R. 1914 Rivarolese | Rapallo (GE)                       | Stadio Umberto Macera        | 6º posto in Eccellenza/Ripresa Gir. B |
| S.C.D. Rivasamba H.C.A.           | Sestri Levante (Riva Trigoso) (GE) | Stadio Favole H.C. Andersen  | 2º posto in Eccellenza/Ripresa Gir. B |

### Classifica finale
|  | Pos. | Squadra                 | Pt | G  | V  | N | P  | GF | GS | DR  |
|  | ---- | ----------------------- | -- | -- | -- | - | -- | -- | -- | --- |
|  | 1.   | Fezzanese               | 46 | 20 | 15 | 1 | 4  | 44 | 19 | +25 |
|  | 2.   | Rapallo Rivarolese      | 40 | 20 | 12 | 4 | 4  | 38 | 24 | +14 |
|  | 3.   | Angelo Baiardo          | 39 | 20 | 12 | 3 | 5  | 39 | 26 | +13 |
|  | 4.   | Campomorone Sant'Olcese | 32 | 20 | 9  | 5 | 6  | 40 | 26 | +14 |
|  | 5.   | Canaletto Sepor         | 28 | 20 | 8  | 4 | 8  | 30 | 32 | -2  |
|  | 6.   | Rivasamba               | 26 | 20 | 6  | 8 | 6  | 20 | 20 | 0   |
|  | 7.   | Busalla                 | 24 | 20 | 6  | 6 | 8  | 25 | 27 | -2  |
|  | 8.   | Athletic Albaro         | 23 | 20 | 5  | 8 | 7  | 30 | 33 | -3  |
|  | 9.   | Sestrese                | 17 | 20 | 5  | 4 | 11 | 17 | 32 | -15 |
|  | 10.  | Cadimare                | 15 | 20 | 4  | 3 | 13 | 17 | 41 | -24 |
|  | 11.  | Molassana Boero         | 14 | 20 | 3  | 5 | 12 | 16 | 36 | -20 |

Legenda:
      Ammesso al girone play-off.
      Ammesso al girone play-out.
       Retrocesso in Promozione 2021-2022.
Regolamento:
Tre punti a vittoria, uno a pareggio, zero a sconfitta.
In caso di arrivo di due o più squadre a pari punti, la graduatoria verrà stilata secondo la classifica avulsa tra le squadre interessate che prevede, in ordine, i seguenti criteri:
- Punti negli scontri diretti
- Differenza reti negli scontri diretti
- Differenza reti generale
- Reti realizzate in generale
- Sorteggio

### Risultati

#### Tabellone
|                      | ANG  | ATH  | BUS  | CAD  | CAM  | CAN  | FEZ  | MOL  | RAP  | RIV  | SES  |
| -------------------- | ---- | ---- | ---- | ---- | ---- | ---- | ---- | ---- | ---- | ---- | ---- |
| Angelo Baiardo       | –––– | 3-2  | 2-1  | 4-0  | 1-3  | 1-4  | 1-0  | 1-1  | 0-1  | 2-2  | 4-2  |
| Athletic Club Albaro | 0-0  | –––– | 2-2  | 2-2  | 3-1  | 1-2  | 0-1  | 3-1  | 3-3  | 1-0  | 1-1  |
| Busalla              | 1-2  | 3-3  | –––– | 3-1  | 2-0  | 0-2  | 0-1  | 2-0  | 0-0  | 1-2  | 1-0  |
| Cadimare             | 0-1  | 3-1  | 2-1  | –––– | 1-4  | 1-5  | 1-2  | 1-2  | 1-5  | 0-0  | 1-1  |
| Campomormone S.O.    | 3-4  | 3-0  | 0-0  | 4-0  | –––– | 1-1  | 3-4  | 3-0  | 3-4  | 1-1  | 3-0  |
| Canaletto Sepor      | 0-2  | 0-0  | 2-2  | 1-0  | 2-3  | –––– | 0-3  | 3-4  | 1-2  | 1-0  | 1-1  |
| Fezzanese            | 3-1  | 4-3  | 3-1  | 2-0  | 1-3  | 5-1  | –––– | 0-1  | 2-0  | 2-0  | 4-1  |
| Molassana Boero      | 0-3  | 0-0  | 2-2  | 0-1  | 0-1  | 0-1  | 0-4  | –––– | 1-2  | 1-1  | 0-1  |
| Rapallo R.           | 1-3  | 0-2  | 0-2  | 2-1  | 1-0  | 4-0  | 1-1  | 3-2  | –––– | 1-1  | 3-0  |
| Rivasamba            | 2-1  | 2-3  | 3-0  | 1-0  | 0-0  | 1-3  | 2-1  | 0-0  | 0-1  | –––– | 1-1  |
| Sestrese             | 0-3  | 2-0  | 0-1  | 0-1  | 1-1  | 1-0  | 0-1  | 4-1  | 0-1  | 0-1  | –––– |

## Girone play-off

### Classifica finale
|  | Pos. | Squadra                 | Pt | G | V | N | P | GF | GS | DR |
|  | ---- | ----------------------- | -- | - | - | - | - | -- | -- | -- |
|  | 1.   | Fezzanese               | 20 | 9 | 6 | 2 | 1 | 15 | 6  | +9 |
|  | 2.   | Taggia                  | 18 | 9 | 6 | 0 | 3 | 13 | 6  | +7 |
|  | 3.   | Campomorone Sant'Olcese | 17 | 9 | 5 | 2 | 2 | 4  | 4  | 0  |
|  | 4.   | Albenga                 | 16 | 9 | 5 | 1 | 3 | 7  | 8  | -1 |
|  | 5.   | Angelo Baiardo          | 15 | 9 | 5 | 0 | 4 | 14 | 15 | -1 |
|  | 6.   | Rapallo Rivarolese      | 9  | 9 | 4 | 0 | 5 | 9  | 10 | -1 |
|  | 7.   | Cairese                 | 9  | 9 | 2 | 3 | 4 | 9  | 6  | +3 |
|  | 8.   | Finale                  | 9  | 9 | 2 | 2 | 4 | 5  | 7  | -2 |
|  | 9.   | Canaletto Sepor         | 5  | 9 | 1 | 2 | 6 | 4  | 13 | -9 |
|  | 10.  | Genova Calcio           | 5  | 9 | 1 | 2 | 6 | 5  | 10 | -5 |

Legenda:
       Promosso in Serie D 2022-2023.
      Agli spareggi nazionali
Note:
Partite di sola andata.
Regolamento:
Tre punti a vittoria, uno a pareggio, zero a sconfitta.
In caso di arrivo di due o più squadre a pari punti, la graduatoria verrà stilata secondo la classifica avulsa tra le squadre interessate che prevede, in ordine, i seguenti criteri:
- Punti negli scontri diretti
- Differenza reti negli scontri diretti
- Differenza reti generale
- Reti realizzate in generale
- Sorteggio

## Girone play-out

### Classifica finale
|  | Pos. | Squadra           | Pt | G | V | N | P | GF | GS | DR  |
|  | ---- | ----------------- | -- | - | - | - | - | -- | -- | --- |
|  | 1.   | Arenzano          | 20 | 9 | 6 | 2 | 1 | 17 | 11 | +6  |
|  | 2.   | Athletic Albaro   | 18 | 9 | 5 | 3 | 1 | 24 | 8  | +16 |
|  | 3.   | Rivasamba         | 16 | 9 | 5 | 1 | 3 | 15 | 8  | +7  |
|  | 4.   | Sestrese          | 16 | 9 | 5 | 1 | 3 | 17 | 13 | +5  |
|  | 5.   | Busalla           | 14 | 9 | 4 | 2 | 3 | 21 | 16 | +5  |
|  | 6.   | Pietra Ligure     | 12 | 6 | 4 | 0 | 5 | 18 | 14 | +4  |
|  | 7.   | Ventimiglia       | 11 | 9 | 2 | 5 | 2 | 10 | 16 | -6  |
|  | 8.   | Ospedaletti       | 7  | 9 | 2 | 1 | 6 | 12 | 21 | -9  |
|  | 9.   | Varazze Don Bosco | 7  | 9 | 2 | 1 | 6 | 6  | 15 | -9  |
|  | 10.  | Cadimare          | 5  | 9 | 1 | 2 | 6 | 11 | 29 | -18 |

Legenda:
       Retrocesso in Promozione 2022-2023.
Note:
Partite di sola andata.
Regolamento:
Tre punti a vittoria, uno a pareggio, zero a sconfitta.
In caso di arrivo di due o più squadre a pari punti, la graduatoria verrà stilata secondo la classifica avulsa tra le squadre interessate che prevede, in ordine, i seguenti criteri:
- Punti negli scontri diretti
- Differenza reti negli scontri diretti
- Differenza reti generale
- Reti realizzate in generale
- Sorteggio